# Bugarštica
Bugarštica è un'epica canzone popolare degli slavi meridionali, eseguita in serbo-croato. Queste canzoni hanno una dimensione massima di 15-16 sillabe, senza o con un ritornello.
In origine, queste sono canzoni popolari bulgare che si sono diffuse in Dalmazia e persino in Italia. La prima canzone del genere fu registrata nel 1497 dal poeta salentino Rogeri de Pacienzia e narra di Giovanni Hunyadi, imprigionato nella fortezza di Smederevo. È stato eseguito dagli slavi in onore della regina Isabella del Balzo del Regno di Napoli.